# Patallacta
Patallacta (del quechua) es un sitio arqueológico ubicado en el Cusco. El complejo está situado en la región de Cusco, provincia de Urubamba, distrito de Machupicchu. Está compuesto por 112 habitaciones, un sitio ceremonial y el sector agrícola. Se encuentra sobre una superficie plana en la margen izquierda del río Urubamba.